# Клане в Дистомо
Клането в Дистомо (на гръцки: Η σφαγή τού Διστόμου; на немски: Massaker von Distomo или Distomo-Massaker) е военно престъпление извършено от членове на Вафен-СС в селото Дистомо, Гърция, по време на германската окупация на страната през Втората световна война.
На 10 юни 1944 г., повече от два часа, Вафен-СС войници от 4-та СС полицейска танково-гренадирска дивизия минават от врата на врата и убиват гръцки цивилни, според сведенията като отмъщение за извършена партизанска атака. Общо 218 мъже, жени и деца са избити. Според оцелелите СС войници „убиват с байонети бебета в техните ясли, пробождат бременни жени и обезглавяват селския свещеник.“
През 1960-те правителството на Западна Германия изплаща на Гърция 115 милиона марки като компенсации. По-късно четири роднини на жертви предявяват искове за индивидуални обезщетения. Процесите се водят в германските съдилища и Европейския съд по правата на човека. Те могат да задължат Германия да плати няколко милиарда долара компенсации. Исковете са отхвърлени от европейския съд и германските нисши съдилища, а през юни 2003 г. са отхвърлени от федералния съд на Германия.